# Bridport
Bridport es una localidad del distrito de gobierno local de West Dorset, en el condado de Dorset, Inglaterra, emplazado cerca de la costa en el extremo noroccidental de Chesil Beach. Su puerto, ubicado en West Bay, ya no se encuentra en funcionamiento. Tiene una población de 7.270 habitantes.